# Perutherium
Perutherium altiplanense, que significa "bestia de Perú" es una especie extinguida y única conocida del género Perutherium, de mamífero indeterminado que habitó en Perú en el límite Paleoceno-Eoceno. Perutherium fue encontrado en los depósitos de la Formación Vilquechico en la región de Puno, en cercanía a las chulpas de Sillustani.
Perutherium fue nombrado por Grambast, Martínez, Mattaouer, y Thaler en 1967. El espécimen holotipo consiste en un fragmento de una hemimandíbula derecha con un primer y un segundo molar, así como los alvéolos dentarios de los dientes adyacentes. Sus descubridores pensaban que los depósitos donde fue hallado eran cretácicos y por lo tanto, era un hallazgo excepcional de un mamífero terio de gran tamaño para la época, probablemente un condilartro. Estudios posteriores demostraron que los sedimentos pertenecían a la Formación geólogica Vilquechico y eran del límite Paleoceno-Eoceno.
El ejemplar ha sido sujeto de mucho debate, habiendo sido referido a Arctocyonidae, Didolodontidae, Periptychidae y Notoungulata, entre otros grupos taxonómicos. El taxónomo Robert Hoffstetter en 1981 llegó a la conclusión que incluso era difícil demostrar que fuera un euterio. Se lo ha llegado a considerar un marsupial.